# Santa Maria do Castelo (Alcácer do Sal)
Santa Maria do Castelo (llamada oficialmente Alcácer do Sal (Santa Maria do Castelo)) era una freguesia portuguesa del municipio de Alcácer do Sal, distrito de Setúbal.

## Historia
Fue suprimida el 28 de enero  de 2013, en aplicación de una resolución de la Asamblea de la República portuguesa promulgada el 16 de enero de 2013 al unirse con las freguesias de Santa Susana y Santiago, formando la nueva freguesia de Alcácer do Sal (Santa Maria do Castelo e Santiago) e Santa Susana.

## Patrimonio
- Solar de los Salemas.
- Castillo de Alcázar del Sal.
- Estación arqueológica del Señor de los Mártires u Olival do Senhor dos Mártires.
- Iglesia de la Misericordia de Alcázar del Sal.
- Sitio arqueológico de Abul también conocido por Factoría de Abul.
- Iglesia del Señor de los Mártires, Capillas de San Bartolomé y de María Resende.
- Iglesia del Espíritu Santo (Alcázar del Sal).
- Iglesia de Santa María del Castillo (Alcázar del Sal) también conocida por Iglesia Matriz de Alcázar del Sal.